# Aurelio del Pino Gómez
Aurelio del Pino Gómez (Riaza, Segòvia, 2 de desembre del 1888 - Madrid, 8 de desembre de 1971) fou un eclesiàstic, i bisbe de Lleida durant vint anys.

## Biografia
Llicenciat en filosofia i lletres per la Universitat de Madrid, es doctorà en filosofia i teologia a la Universitat Gregoriana de Roma.
Fou ordenat prevere el 17 de maig de 1913, ocupant diferents càrrecs en el bisbat de Segòvia; fou coadjutor d'Aguilafuente, va donar classes de teologia dogmàtica al seu seminari. L'agost de 1918, fou nomenat secretari de cambra del bisbat. Més tard fou canonge a la catedral de Segòvia, ardiaca i degà.
Fou designat bisbe de Lleida el 28 d'abril de 1947 i ocupà el càrrec fins a l'1 d'abril de 1967. El 3 d'agost se celebrà a la catedral de Segòvia la consagració episcopal d'Aurelio del Pino. El van consagrar Gaetano Cicognani, nunci papal a Espanya, Daniel Llorente i Federico, bisbe de Segòvia i Santos Moro i Briz, bisbe d'Àvila.
La seva tasca episcopal se centrà en la recuperació d'un bisbat trasbalsat per la guerra i la postguerra. Representant genuí del nacionalcatolicisme (fou famosa la seva proclama Digitus Dei est hic ('El dit de Déu és aquí') quan Franco va visitar Lleida), no assimilà els canvis dins l'Església en l'àmbit internacional –Concili Vaticà II– i de bases, motiu pel qual els darrers anys del seu llarg pontificat resultaren especialment conflictius, i renuncià finalment al seu càrrec l'any 1967 (el 20 de març fou acceptada la seva renúncia pel papa).
Va morir a Madrid el 8 de desembre de 1971. Les seves despulles van ser traslladades a Lleida i enterrades a la capella del Santíssim Sagrament, de la catedral de Lleida.